# Leucandra minor
Leucandra minor är en svampdjursart som först beskrevs av Urban 1908.  Leucandra minor ingår i släktet Leucandra och familjen Grantiidae. Inga underarter finns listade i Catalogue of Life.